# 아빠와 평양댁
아빠와 평양댁은 한국에서 제작된 문평 감독의 1966년 영화이다. 김진규 등이 주연으로 출연하였고 성동호 등이 제작에 참여하였다.

## 출연

### 주연
- 김진규
- 도금봉
- 최명수

## 제작진
- 조명: 이한찬
- 미술: 홍성칠